# Șapcă

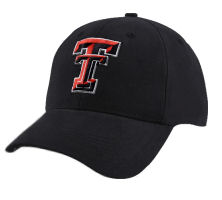
O şapcă

Șapca este un acoperământ pentru cap, folosit în special de către bărbați, confecționat din pânză, piele sau postav, cu o calotă rotundă sau plată și prevăzut cu cozoroc. 